# Barbara Billingsley
Barbara Billingsley, nata Barbara Lillian Combes (Los Angeles, 22 dicembre 1915 – Santa Monica, 16 ottobre 2010), è stata un'attrice statunitense attiva sul grande schermo e in televisione, dove ha raggiunto la notorietà interpretando June Cleaver nella sitcom Il carissimo Billy (Leave it to Beaver) dal 1957 al 1963 e nel sequel The New Leave it to Beaver dal 1983 al 1989.

## Biografia
Barbara Lillian Combes nacque a Los Angeles il 22 dicembre 1915 da Lillian Agnes McLaughlin, impiegata in una fattoria, e dall'agente di polizia Robert Collyer Combes. Dopo il diploma si trasferì a New York, decisa a diventare un'attrice e lavorando nel frattempo come assistente di un illusionista e come caporeparto in un maglificio. L'occasione si presentò nel 1937 con la commedia di Broadway Straw Hat, nella quale Barbara esordì all'età di 19 anni ruolo di Lureen Lee. La commedia venne però cancellata dopo soli quattro spettacoli e Barbara trovò lavoro come modella guadagnando 60 dollari a settimana, continuando a cercare nuove opportunità di recitazione.
Nel 1945 firmò un contratto con la MGM e iniziò la carriera cinematografica, adottando il cognome del marito Glenn Billingsley. Dopo diverse apparizioni non accreditate in film quali In fondo al cuore di Robert Z. Leonard (1946) e Il mare d'erba di Elia Kazan (1947) nel 1948 ottenne il primo ruolo accreditato in The Argyle Secrets di Cy Endfield. Tra il 1949 e il 1954 partecipò ad una decina di film, tra cui Le vie del cielo di Charles Walters (1951) e Tutto per tutto di Gerald Mayer (1951), più altrettanti per i quali non venne accreditata (I lancieri del Dakota e Il bruto e la bella tra gli altri).

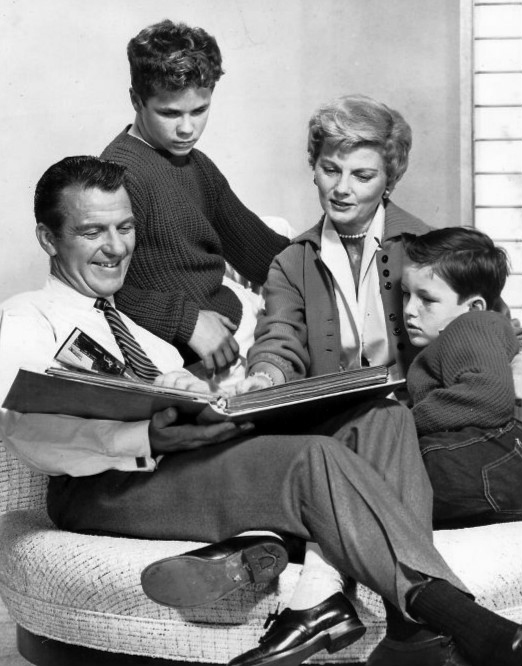
La famiglia Cleaver, protagonista della serie Il carissimo Billy.

Nel 1956 si trasferì a Santa Monica e l'anno successivo sostenne un provino per interpretare il personaggio di Kathy O'Hara nella quarta stagione della serie televisiva Make Room for Daddy. Per la parte venne scelta Marjorie Lord ma Barbara partecipò comunque ad un episodio della serie.
Il 1957 fu l'anno decisivo per la carriera di Barbara. Il 4 ottobre sulla CBS andò in onda il primo episodio della sitcom Il carissimo Billy, nella quale l'attrice interpretava il ruolo di June Cleaver. La serie, ritratto di una tipica famiglia americana del ceto medio negli anni cinquanta, ebbe una grandissima popolarità e andò in onda per sei stagioni e 234 episodi, fino alla cancellazione avvenuta nel 1963. Curiosamente, nella sitcom Barbara svolgeva spesso le faccende domestiche indossando una collana di perle, una sua idea dovuta ad un'evidente cicatrice sul collo che l'attrice pensò così di nascondere alle telecamere.
Nonostante la serie l'avesse resa molto popolare, dopo la sua cancellazione avvenuta nel 1963 l'attrice non trovò molte altre opportunità di recitazione. Solo nel 1984 ebbe un rilancio riprendendo il personaggio di June Cleaver nel sequel intitolato The New Leave it to Beaver, andato in onda fino al 1989, oltre che in alcuni episodi di Elvira's Movie Macabre (1984), Love Boat (1987), Baby Boom (1988) e Hi Honey, I'm Home (1991). Nel 1997 uscì il film tratto dalla serie, distribuito in Italia col titolo Ci pensa Beaver.
Dopo aver partecipato ad altre serie televisive negli anni novanta, nel 2003 ha terminato la carriera a 87 anni nel film per la televisione Il mistero di Hamden. Affetta da alcuni anni da polimialgia reumatica, l'attrice è morta nella sua casa di Santa Monica nel 2010 all'età di 94 anni. È sepolta nel Woodlawn Memorial Cemetery di Santa Monica.

### Vita personale
Barbara Billingsley si è sposata tre volte: nel 1940 con Glenn Billingsley dal quale ha avuto due figli (Drew e Glenn Jr.), fino al divorzio avvenuto nel 1947, dal 1953 al 1956 con il regista inglese Roy Kellino e dal 1959 al 1981 con il medico William Mortensen.
È stata una convinta sostenitrice del Partito Repubblicano, al quale dedicò tempo e denaro presenziando a convention, serate di gala e raccolte di fondi. Fu attiva in particolare nelle campagne presidenziali di Wendell Willkie, Thomas Dewey, Dwight Eisenhower, Richard Nixon, Ronald Reagan e George W. Bush.

## Filmografia

### Cinema
- The Argyle Secrets, regia di Cy Endfield (1948)
- The Valiant Hombre, regia di Wallace Fox (1948)
- I Cheated the Law, regia di Edward L. Cahn (1949)
- Air Hostess, regia di Lew Landers (1949)
- Prejudice, regia di Edward L. Cahn (1949)
- Shadow on the Wall, regia di Pat Jackson (1950)
- Trial Without Jury, regia di Philip Ford (1950)
- Pretty Baby, regia di Bretaigne Windust (1950)
- Le vie del cielo (Three Guys Named Mike), regia di Charles Walters (1951)
- Tutto per tutto (Inside Straight), regia di Gerald Mayer (1951)
- Two Dollar Bettor, regia di Edward L. Cahn (1951)
- Woman in the Dark, regia di George Blair (1952)
- The Careless Years, regia di Arthur Hiller (1957)
- L'aereo più pazzo del mondo (Airplane!), regia di Jim Abrahams, David Zucker e Jerry Zucker (1980)
- Tutti al mare (Back to the Beach), regia di Lyndall Hobbs (1987)
- Going to the Chapel, regia di Paul Lynch (1988)
- Ci pensa Beaver (Leave It to Beaver), regia di Andy Cadiff (1997)

### Televisione
- Rebound
- Episodio The Cheat (8 febbraio 1952)
- Episodio The Cure (9 marzo 1955)
- Gianni e Pinotto (The Abbott and Costello Show) – serie TV, episodio 1x21 (1953)
- Crown Theatre with Gloria Swanson
- Episodio Half the Action (9 giugno 1953)
- The Pepsi-Cola Playhouse
- Episodio When a Lovely Woman (2 ottobre 1953)
- City Detective
- Episodio The Corpse on the Carousel (1953)
- Episodio The Glass Thumb (9 marzo 1954)
- The Pride of the Family
- Episodio Albie's Old Flame (19 febbraio 1954)
- The Lone Wolf
- Episodio The Long Beach Story (9 aprile 1954)
- Fireside Theatre
- Episodio The Whole Truth (1 giugno 1954)
- Four Star Playhouse
- Episodio Sound Off, My Love (12 febbraio 1953)
- Episodio For Art's Sake (26 novembre 1953)
- Episodio Breakfast in Bed (20 gennaio 1955)
- The Star and the Story
- Episodio Virtue (30 aprile 1955)
- Professional Father
- Episodi #1-4, 9, 16 (1955)
- Schlitz Playhouse of Stars
- Episodio Barrow Street (28 novembre 1952)
- Episodio Mr. Greentree and Friend (13 febbraio 1953)
- Episodio The Doctor Comes Home (31 luglio 1953)
- Episodio The Jungle Trap (19 febbraio 1954)
- Episodio Delay at Fort Bess (3 settembre 1954)
- Episodio A Gift of Life (4 novembre 1955)
- You Are There
- Episodio Eli Whitney Invents the Cotton Gin (May 27, 1793) (27 novembre 1955)
- Letter to Loretta
- Episodio Tightwad Millionaire (19 febbraio 1956)
- Matinee Theatre
- Episodio Summer Cannot Last (15 febbraio 1956)
- Episodio And Then There Were Three (24 ottobre 1956)
- Make Room for Daddy
- Episodio Danny's Date (14 gennaio 1957)
- Cavalcade of America
- Episodio The Stolen General (6 ottobre 1953)
- Episodio The Frightened Witness (19 febbraio 1957)
- The Brothers
- Episodio The Quadrangle (6 novembre 1956)
- Episodio The Brave Ones (8 gennaio 1957)
- Episodio Prisoners of Love (22 gennaio 1957)
- Episodio Picnic (12 marzo 1957)
- Episodio A Muscle for Harvey (19 marzo 1957)
- Panico (Panic!) – serie TV, episodio 1x04 (1957)
- Mr. Adams and Eve – serie TV, episodio 1x15 (1957)
- Studio 57
- Episodio It's a Small World (15 aprile 1957)
- Il carissimo Billy
- Stagioni 1-6 (1957-1963)
- F.B.I.
- Episodio The Fatal Connection (31 gennaio 1971)
- Episodio Recurring Nightmare (19 settembre 1971)
- Mork & Mindy
- Episodio Mindy finisce in prigione (22 aprile 1982)
- Elvira's Movie Macabre
- Episodio The Human Duplicators (5 agosto 1984)
- Il mio amico Ricky
- Episodio I Won't Dance (4 novembre 1984)
- Storie incredibili (serie televisiva 1985)
- Episodio Telecomando (8 dicembre 1985)
- Mike Hammer investigatore privato
- Episodio Who Killed Sister Lorna? (11 febbraio 1987)
- Love Boat
- Episodio I Like to Be in America/He Ain't Heavy/Abby's Maiden Voyage (26 febbraio 1983)
- Episodio Who Killed Maxwell Thorn? (27 febbraio 1987)
- Baby Boom
- Episodio Guilt (2 novembre 1988)
- Still the Beaver
- Stagioni 1-4 (1983-1989)
- Monsters
- Episodio Reaper (26 novembre 1989)
- Parker Lewis
- Episodio Jerry: Portrait of a Video Junkie (3 febbraio 1991)
- Hi Honey, I'm Home
- Episodio Make My Bed (26 luglio 1991)
- Il cane di papà
- Episodio My Nurse Is Back and There's Gonna Be Trouble... (14 dicembre 1991)
- Murphy Brown
- Episodio Crime Story (28 febbraio 1994)
- The Mommies
- Episodio Revenge of the Mommies (23 ottobre 1993)
- Episodio Mommies Day (7 maggio 1994)
- Mysterious Ways
- Episodio Handshake (21 novembre 2000)

### Film Tv
- Still the Beaver - regia di Steven Hilliard Stern (18 marzo 1983)
- High School U.S.A. - regia di Jack Bender (26 maggio 1984)
- Rogo - regia di Carl Schenkel (25 ottobre 1987)
- Il mistero di Hamden - regia di Ian Barry (29 dicembre 2003)

### Doppiaggio
- Nanny in Muppet Babies - stagioni 1-8 (1983-1989)
- Candi Milo in Bobby's World - episodio I Want My Mommy (8 maggio 1993)

### Special televisivi
- All-Star Party for "Dutch" Reagan (8 dicembre 1985)
- Family Comedy Hour (25 novembre 1987)
- 5th Annual Soap Opera Awards (1989)

### Documentari
- Inside TV Land: Style and Fashion (14 febbraio 2003)
- TV Land Awards: A Celebration of Classic TV (12 marzo 2003)

## Riconoscimenti
- Daytime Emmy Awards
  - 1989 – Candidatura alla migliore performance in una serie per bambini per Muppet Babies
  - 1990 – Candidatura alla migliore performance in una serie per bambini per Muppet Babies

- Character And Morality Internet Entertainment Awards
  - 2005 – CAMIE Award per Il mistero di Hamden (condiviso con il resto del cast)